# Research Libraries UK
Il Research Libraries UK (RLUK), precedentemente chiamato Consortium of University Research Libraries (CURL), è un consorzio interbibliotecario britannico che riunisce trentadue biblitoteche universitarie, tre biblioteche nazionali e la Wellcome Collection, nel Regno Unito e in Irlanda.

## Storia
Il CURL nacque nel 1983 come raggruppamento informale delle sette maggiori biblioteche universitarie inglesi (Cambridge, Edimburgo, Glasgow, Leeds, Londra, Manchester e Oxford), costituito con l'obbiettivo di esplorare le possibilità di un cooperazione più stretta, in particolare, ma non esclusivamente nell'ambito dell'automazione.
Nel '92, il consorzio si trasformò in una società a responsabilità limitata. B Nell'aprile del '97, il numero di organizzazioni aderenti era aumentato fino a venti unità, che includevano il Trinity College di Dublino, tre biblioteche nazionali inglesi e il Welcome Institute for the History of Medicine di Londra, ammessi in qualità di membri associati. Nello stesso anno, fu nominato il primo segretario esecutivo, figura creata anche per meglio gestire la maggiore complessità assunta dal soggetto.
Nel 2011, la Queen's University Belfast divenne il trentesimo membro dell'RLUK, ultima delle ventiquattro università che componevano la rete del Russell Group. L'Università di Exeter e la Queen Mary di Londra aderirono rispettivamente nel 2012 e nel 2014.

## Attività
Il consorzio gestisce il catalogo online Library Hub Discover (ex Copac), che è alimentato dalle basi di dati bibliografiche delle singole organizzazioni aderenti ed è gratuitamente accessibile tramite browser, il protocollo Z39.50, OpenURL e il protocollo di ricerca Search/Retrieve via URL. Queste interfacce permettono di collegare record bibliografici di Copac da parte di siti esterni.